# Noves muixerangues
Es coneix com Noves muixerangues al conjunt de colles muixerangueres de nova creació que apareixen en pobles on no n'hi havia tradició, o s'havia perdut feia molts anys, i que es distingeixen de les anomenades tradicionals per tindre una història recent. Des de mitjan dels anys noranta s'han fundat noves colles a diferents pobles valencians, moltes d'elles s'han consolidat i només algunes poques han tingut una vida molt curta com és el cas de les de Carcaixent, Camp de Morvedre i Camp de Túria. Representen el moviment de recuperació muixeranguer vinculat al ressorgiment cultural valencià.

## Fases de desenvolupament de les noves muixerangues
El desenvolupament de les noves muixerangues pot dividir-se en les següents fases:

### La dècada dels anys 90 delseglexx
En este període naix el Ball dels Locos de l'Olleria, concretament es va constituir en 1996, per recuperar el ball que s'havia realitzat per última vegada durant la Festa de la Magdalena de l'any 1917 a L'Olleria. En 1997 es va fundar la Nova Muixeranga d'Algemesí la qual va ser pionera en la incorporació de la dona i altres aspectes com la cura de la seguretat, l'organització, la col·laboració amb altres muixerangues, etc convertint-se en un referent per a les colles que es crearen després.

### Del 2000 al 2009
En este període es va produir l'expansió del moviment muixeranguer amb la creació de colles com la Muixeranga de la Safor (2002), la Muixeranga de Sueca (2005) o la Muixeranga de València (2007), així com altres que van tindre una vida breu com la de Silla (2006-20013) o la de Carcaixent (2008 - 2011). Tanmateix esta dècada va estar marcada per la declaració de les Festes de la Mare de Déu de la Salut d'Algemesí com a Bé d'Interés Cultural, així com pels primers intents d'organització de colles amb la Federació de Muixerangues, que va tindre molt poca activitat, i l'Entitat Promotora de Muixerangues (EPM) creada l'any 2008.

### A partir del 2010
En este període s'han multiplicat les colles muixerangueres arreu del territori valencià i moltes d'elles s'han consolidat com és el cas de la Muixeranga de Vinaròs (2013), la Conlloga Muixeranga de Castelló (2013), la Muixeranga d'Alacant (2014), la Jove Muixeranga de València (2014). etc. Esta dècada està marcada també per la declaració de les Festes de la Mare de Déu de la Salut d'Algemesí com a Patrimoni Immaterial de la Humanitat en 2011.

## Noves muixerangues
| Nom                                      | Lloc                     | Any  | Uniforme                                                                | Imatge |
| ---------------------------------------- | ------------------------ | ---- | ----------------------------------------------------------------------- | ------ |
| Ball dels Locos de l'Olleria             | L'Olleria                | 1996 | Camisa marró, pantalons ratllats blancs i marrons                       |        |
| Nova Muixeranga d'Algemesí               | Algemesí                 | 1997 | Camisa i pantaló arlequinat a ratllets roig, blanc i verd               |        |
| Muixeranga de la Safor                   | Gandia                   | 2002 | Camisa morada, faixa roja i pantaló blanc                               |        |
| Muixeranga de Sueca                      | Sueca                    | 2005 | Camisa roja, faixa negra i pantaló blanc                                |        |
| Muixeranga de València                   | València                 | 2007 | Camisa i pantaló blanc amb faixa negra                                  |        |
| Muixeranga de Cullera                    | Cullera                  | 2011 | Camisa roja, pantalons blancs i faixa negra                             |        |
| Muixeranga de Vinaròs                    | Vinaròs                  | 2013 | Camisa i pantalons arlequinats a ratlles blanques i roges               |        |
| Conlloga Muixeranga de Castelló          | Castelló de la Plana     | 2013 | Camisa groga, pantaló blanc i faixa roja                                |        |
| Muixeranga d'Alacant                     | Alacant                  | 2014 | Camisa i pantaló arlequinat amb ratlles blanques i blaves i faixa negra |        |
| Jove Muixeranga de València              | València                 | 2014 | Camisa taronja, pantalons i faixa negra                                 |        |
| Muixeranga de la Plana                   | Plana Alta i Plana Baixa | 2015 | Camisa i pantaló negre amb faixa roja                                   |        |
| Muixeranga de la Torrentina              | Torrent                  | 2015 | Camisa a ratllets taronges i blaves, pantaló blanc i faixa negra        |        |
| Muixeranga de Xàtiva (La Socarrà)        | Xàtiva                   | 2016 | Camisa roja i faixa i pantaló negre                                     |        |
| Muixeranga d'Alginet                     | Alginet                  | 2016 | Camisa blava, faixa roja i el pantaló blanc                             |        |
| Muixeranga El Campello                   | El Campelló              | 2016 | Camisa negra, pantaló blanc i faixa quadribarrada                       |        |
| Muixeranga de la Marina Baixa            | Marina Baixa             | 2017 | Camisa blau clar, pantaló blanc, faixa roja                             |        |
| Muixeranga de la Marina Alta             | Marina Alta              | 2017 | Camisa verda, pantaló blanc i faixa negra                               |        |
| Muixeranga La Carabassota de Guadassuar  | Guadassuar               | 2017 | Camisa amb ratllets carabasses, pantaló blanc i faixa negra             |        |
| Muixeranga Penyeta Blanca de Concentaina | Cocentaina               | 2017 | Camisa i pantaló blanc i faixa negra                                    |        |
| Muixeranga de la Vall d'Albaida          | Vall d'Albaida           | 2018 | Camisa verd festuc amb pantaló i faixa negra                            |        |
| Muixeranga de Barcelona                  | Barcelona                | 2018 | Camisa blau cel, pantaló negre i faixa roja                             |        |
| Muixeranga Valls del Vinalopó            | Vinalopó Mitjà           | 2019 | Camisa blanca, pantaló negre i faixa roja.                              |        |
| Muixeranga de Segària                    | Marina Alta              | 2021 | Camisa roja bordeus, faixa i pantaló negre                              |        |
| Muixeranga d'Elx                         | Elx                      | 2022 | Camisa i pantaló roig i blau, faixa quadribarrada                       |        |
| Muixeranga dels Ports                    | Els Ports                | 2023 | Camisa avellana, pantaló blanc i faixa negra                            |        |